# أوه إن هي
أوه إن هي (بالكورية: 오인혜)‏ (4 يناير 1984 - 14 سبتمبر 2020) كانت ممثلة وعارضة أزياء كورية جنوبية.

## حياتها
بدأت أوه مسيرتها التمثيلية عام 2011 في فيلم خطيئة العائلة ‏. في نفس العام، اكتسبت اهتمامًا عامًا خلال مهرجان بوسان السينمائي الدولي السادس عشر ‏، بسبب فستانها البرتقالي "المثير" الكاشف. في عام 2012، شاركت في فيلم الزواج من المافيا V، لكنه كان فاشلًا. وفي يوليو 2019، أطلقت قناة على اليوتيوب.

## الوفاة
في 14 سبتمبر 2020، عُثر على أوه فاقدة للوعي في منزلها في منطقة سونغدو للأعمال الدولية، يونسو بمنطقة إنتشون. نُقلت على الفور إلى مستشفى قريب، لكنها توفيت بسبب سكتة قلبية بسبب الانتحار. كانت تبلغ من العمر 36 عامًا.

## فيلموغرافيا
الأفلام
| السنة | العنوان                       | العنوان بالعربية          | الدور                                        |
| ----- | ----------------------------- | ------------------------- | -------------------------------------------- |
| 2011  | Sin of a Family               | خطيئة عائلة               | جوه كيم-سوك                                  |
| 2011  | Red Vacance Black Wedding     | إجازة حمراء وزفاف أسود    | سوجي                                         |
| 2011  | A Journey with Korean Masters | رحلة مع الأساتذة الكوريين | أوه-ليجون                                    |
| 2011  | Eating Talking Faucking       | أكل، حديث، وفاحشة         | إن-وي/معالجة/يوكو/مدام المطعم/امرأة باخوس-إف |
| 2013  | Wish Taxi                     | تاكسي الأمنيات            | تشو-هوي                                      |
| 2013  | No Breathing                  | لا تنفس                   | مدربة مدرسة ثانوية                           |
| 2014  | Janus: Two Faces of Desire    | يانوس: وجهان للرغبة       | دا-هوي                                       |
| 2014  | The Plan                      | الخطة                     | مين-يونغ                                     |

مسلسلات تلفزيونية
| السنة | العنوان                          | العنوان بالعربية                          | الدور         |
| ----- | -------------------------------- | ----------------------------------------- | ------------- |
| 2012  | KBS Drama Special: "Return Home" | الدراما الخاصة بـKBS: "العودة إلى المنزل" | كيم-أوك       |
| 2012  | The King's Doctor                | طبيب الملك                                | تشونغ مال-كيم |
| 2018  | Yeonnam-dong 539                 | يوننام-دونغ 539                           | تشونغ جو-إيون |

## روابط خارجية
- أوه إن هي على موقع IMDb (الإنجليزية)
- أوه إن هي على موقع قاعدة بيانات الفيلم (الإنجليزية)